# Bahrain World Trade Center
Il Bahrain World Trade Center, abbreviato in BWTC, è un edificio alto 240 metri situato a Manama nella capitale del Bahrain. Le torri furono costruite nel 2008 ed è il primo grattacielo al mondo che integra delle turbine eoliche (finte) nella sua struttura.

## Descrizione
Questa struttura di 50 piani, è costruita in prossimità della King Faisal Highway, vicino ad altri grattacieli come il Bahrain Financial Harbour, la National Bank of Bahrain e il Abraj Al Lulu. È il secondo edificio più alto del Bahrain dopo le torri gemelle del Bahrain Financial Harbour. L'edificio ha ricevuto numerosi riconoscimenti per la sostenibilità, tra cui il LEAF Award 2006 e il premio Arab Construction World for Sustainable Design. Ad oggi è uno dei grattacieli più ecosostenibili del pianeta.
Le torri del BWTC hanno la forma di due vele spiegate al vento, e ciò fa in modo che le correnti del Golfo Persico, attraversandole, accelerino la loro velocità, così da mettere in moto le 3 pale eoliche, in grado di produrre 225 kW l’una. Le turbine, di 29 metri di diametro, generano un totale di 675 kW e forniscono circa il 13%-15% dell’energia totale necessaria agli appartamenti.